# Biathlon-Weltmeisterschaften 2007
Die 41. Biathlon-Weltmeisterschaften fanden vom 2. bis 11. Februar 2007 in Antholz in Südtirol (Italien) statt, das damit nach 1975, 1976, 1983 sowie 1995 bereits zum fünften Mal Austragungsort war. Antholz hatte sich 2002 auf dem Kongress der Internationalen Biathlon-Union (IBU) mit 27 Stimmen deutlich gegen das schwedische Östersund (fünf Stimmen), das französische Haute-Maurienne (vier Stimmen) und das russische Chanty-Mansijsk (drei Stimmen) durchgesetzt.
2006 hatte es wegen der Olympischen Winterspiele in Turin nur die Weltmeisterschaften in der nichtolympischen Mixed-Staffel gegeben.

## Wettbewerbe
Nach einem Beschluss der IBU vom 17. Februar 2006 war bei den Titelkämpfen zum ersten Mal auch die gemischte Staffel Bestandteil des Wettkampfprogrammes, sodass es erstmals 11 Entscheidungen bei Weltmeisterschaften gab. Zuvor war dieser Wettbewerb 2005 und 2006 zweimal jeweils als eigenständige Biathlon-Mixed-Staffel-Weltmeisterschaft ausgetragen worden. Die Regeln wurden hier in Antholz noch einmal angepasst und in die von da an für längere Zeit gültige Form gebracht. Pro Nation durfte nur noch eine Staffel an den Start gehen, die Reihenfolge sah wieder so aus, dass zunächst zwei Biathletinnen über jeweils 6 km und anschließend zwei männliche Starter über je 7,5 km liefen.

## Bilanz
Erfolgreichste Nation war mit fünf Gold-, drei Silber- und drei Bronzemedaillen Deutschland, das mit dem Gewinn von vier der fünf möglichen WM-Titel und insgesamt sieben Medaillen vor allem bei den Frauen dominierend war. Sowohl Österreich als auch Italien und die Schweiz konnten dagegen keine Medaillen erringen.
Der überraschende Star der Biathlon-WM war die erst gerade zwanzigjährige deutsche Starterin Magdalena Neuner, die insgesamt drei Goldmedaillen gewinnen konnte. Neuners Teamkollegin Andrea Henkel glänzte nach mäßigem Beginn mit zweimal Gold an den beiden Schlusstagen. Martina Glagow, Anna Carin Olofsson und Linda Grubben, die nach der letzten Entscheidung ihre Karriere mit sofortiger Wirkung beendete, konnten sich jeweils über einen kompletten Medaillensatz freuen, daneben waren auch noch Kati Wilhelm (einmal Gold, einmal Bronze) und Florence Baverel-Robert (dreimal Silber) mehrmals erfolgreich. Enttäuschend verliefen die Wettkampftage für die in den vergangenen Jahren erfolgsverwöhnten Russinnen, von denen nur Natalja Gusewa mit Edelmetall im Gepäck die Heimreise antreten konnte.
Bei den Männern war der bis dahin beherrschende Athlet der Saison, Ole Einar Bjørndalen, erwartungsgemäß mit zweimal Gold und einmal Silber der erfolgreichste Teilnehmer. Mit dem Gewinn kompletter Medaillensätze konnten sich aber auch seine über die gesamte Saison schärfsten Kontrahenten, der Deutsche Michael Greis und der französische Altmeister Raphaël Poirée bei seinen letzten Weltmeisterschaften, glänzend in Szene setzen. Jeweils einmal Gold und Silber ging an den Russen Maxim Tschudow. Für die größten Überraschungen sorgten hier der Tscheche Michal Šlesingr mit je einmal Silber und Bronze sowie der Deutsche Andreas Birnbacher, der Vizeweltmeister im Massenstart wurde.

## Startplätze
Die folgende Auflistung gibt an, wie viele Athleten und Athletinnen die aufgeführten Nationen für die Titelkämpfe maximal melden konnten. Startberechtigt waren allerdings höchstens vier Teilnehmer pro Nation und Wettkampf. Eine Sonderregelung gab es jedoch für die Goldmedaillengewinner der Olympischen Winterspiele 2006 in den Disziplinen Sprint, Einzel und Massenstart, die als Titelverteidiger einen zusätzlichen Startplatz in der jeweiligen Disziplin beanspruchen konnten.
| Kürzel | Nation                  | Startplätze Männer | Startplätze Frauen |
| ------ | ----------------------- | ------------------ | ------------------ |
| ARG    | Argentinien             | 2                  | 0                  |
| AUS    | Australien              | 1                  | 0                  |
| AUT    | Österreich              | 6                  | 0                  |
| BEL    | Belgien                 | 3                  | 2                  |
| BIH    | Bosnien und Herzegowina | 2                  | 1                  |
| BLR    | Belarus                 | 8                  | 8                  |
| BGR    | Bulgarien               | 4                  | 4                  |
| CAN    | Kanada                  | 4                  | 4                  |
| CZE    | Tschechien              | 6                  | 5                  |
| CHE    | Schweiz                 | 5                  | 1                  |
| DEU    | Deutschland             | 8                  | 8                  |
| ESP    | Spanien                 | 0                  | 1                  |
| EST    | Estland                 | 5                  | 3                  |
| FIN    | Finnland                | 4                  | 4                  |
| FRA    | Frankreich              | 7                  | 8                  |
| GBR    | Großbritannien          | 5                  | 2                  |
| GRC    | Griechenland            | 2                  | 0                  |
| GRL    | Grönland                | 2                  | 1                  |
| HRV    | Kroatien                | 2                  | 1                  |
| HUN    | Ungarn                  | 5                  | 0                  |
| ITA    | Italien                 | 6                  | 6                  |
| JPN    | Japan                   | 2                  | 2                  |
| KAZ    | Kasachstan              | 6                  | 6                  |
| LTU    | Litauen                 | 0                  | 1                  |
| LVA    | Lettland                | 6                  | 3                  |
| MDA    | Moldau                  | 1                  | 1                  |
| NOR    | Norwegen                | 6                  | 6                  |
| POL    | Polen                   | 5                  | 6                  |
| ROU    | Rumänien                | 0                  | 5                  |
| RUS    | Russland                | 8                  | 8                  |
| SRB    | Serbien                 | 0                  | 1                  |
| SVK    | Slowakei                | 5                  | 6                  |
| SVN    | Slowenien               | 5                  | 5                  |
| SWE    | Schweden                | 5                  | 5                  |
| KOR    | Südkorea                | 1                  | 1                  |
| UKR    | Ukraine                 | 5                  | 6                  |
| USA    | USA                     | 6                  | 5                  |
| CHN    | Volksrepublik China     | 6                  | 8                  |

## Maskottchen
Das offizielle Maskottchen der Biathlon-WM 2007 war der Braunbär „Bumsi“. Der Name sollte lautmalerisch das Schussgeräusch der Biathlongewehre („bum-bum-bum“) nachahmen, allerdings war diese Namensgebung sowohl bei PR-Fachleuten als auch bei Frauenrechtlerinnen sehr umstritten. Letztere störten sich an den sexuellen Anspielungen und unfreiwilligen Assoziationen, die der Name bei vielen auslöst. Marketing-Experten bemängelten, dass es am Schießstand kein Geräusch „bum“ geben würde, sondern „peng“. In Deutschlands öffentlich-rechtlicher Medienwelt wurde das Maskottchen, in Anlehnung an den 2006 nach wochenlanger Aufregung in den Alpen erschossenen Braunbären „Bruno“, salopp als Problembär bezeichnet.

## Resultate Männer

### Sprint 10 km
| Platz | Sportler                | Zeit/Rückstand | Schießfehler |
| ----- | ----------------------- | -------------- | ------------ |
| 01    | Ole Einar Bjørndalen    | 026:18,8 min   | 1 (0-1)      |
| 02    | Michal Šlesingr         | 0+4,8 s        | 0 (0-0)      |
| 03    | Andrij Derysemlja       | +25,8 s        | 0 (0-0)      |
| 04    | Björn Ferry             | +34,4 s        | 1 (0-1)      |
| 05    | Tomasz Sikora           | +39,2 s        | 1 (1-0)      |
| 06    | Mattias Nilsson Jr,     | +40,4 s        | 0 (0-0)      |
| 07    | Emil Hegle Svendsen     | +48,0 s        | 2 (1-1)      |
| 08    | Raphaël Poirée          | +50,1 s        | 1 (0-1)      |
| 09    | René-Laurent Vuillermoz | +53,7 s        | 2 (1-1)      |
| 10    | Matthias Simmen         | +56,5 s        | 3 (2-1)      |
| 11    | Christian De Lorenzi    | +56,8 s        | 1 (0-1)      |
|       |                         |                |              |
| 15    | Alexander Wolf          | +1:10,0 min    | 3 (1-2)      |
|       |                         |                |              |
| 17    | Andreas Birnbacher      | +1:13,0 min    | 2 (1-1)      |
| 18    | Michael Rösch           | +1:18,4 min    | 3 (2-1)      |
| 19    | Michael Greis           | +1:19,0 min    | 3 (1-2)      |
|       |                         |                |              |
| 24    | Wilfried Pallhuber      | +1:35,3 min    | 1 (1-0)      |
|       |                         |                |              |
| 26    | Daniel Mesotitsch       | +1:37,6 min    | 2 (1-1)      |
|       |                         |                |              |
| 28    | Friedrich Pinter        | +1:38,8 min    | 1 (0-1)      |
|       |                         |                |              |
| 30    | Christoph Sumann        | +1:42,9 min    | 2 (0-2)      |
|       |                         |                |              |
| 43    | Sven Fischer            | +2:21,7 min    | 3 (2-1)      |
| 44    | Ludwig Gredler          | +2:23,8 min    | 2 (1-1)      |
|       |                         |                |              |
| 47    | Markus Windisch         | +2:33,3 min    | 3 (2-1)      |
|       |                         |                |              |
| 52    | Simon Hallenbarter      | +2:58,0 min    | 4 (1-3)      |
|       |                         |                |              |
| 63    | Roland Zwahlen          | +3:39,7 min    | 4 (2-2)      |
|       |                         |                |              |
| 67    | Claudio Böckli          | +3:50,9 min    | 4 (3-1)      |
| …     |                         |                |              |

Datum: 3. Februar 2007
105 Starter waren gemeldet. Ilmārs Bricis trat nicht an, ein weiterer Athlet kam nicht ins Ziel.

### Verfolgung 12,5 km
| Platz | Sportler                | Zeit/Rückstand [min] | Schießfehler |
| ----- | ----------------------- | -------------------- | ------------ |
| 01    | Ole Einar Bjørndalen    | 032:21,2             | 2 (1-0-1-0)  |
| 02    | Maxim Tschudow          | +1:09,8              | 3 (1-0-2-0)  |
| 03    | Vincent Defrasne        | +1:09,9              | 1 (0-0-1-0)  |
| 04    | Michal Šlesingr         | +1:14,7              | 2 (0-0-2-1)  |
| 04    | Emil Hegle Svendsen     | +1:17,2              | 2 (0-0-2-1)  |
| 06    | Raphaël Poirée          | +1:18,8              | 2 (1-0-1-1)  |
| 07    | Tomasz Sikora           | +1:19,4              | 2 (0-0-1-2)  |
| 08    | Dmitri Jaroschenko      | +1:27,5              | 1 (1-0-0-0)  |
| 09    | Iwan Tscheresow         | +1:36,1              | 1 (0-0-1-0)  |
| 10    | Michael Rösch           | +1:44,3              | 2 (0-0-1-1)  |
|       |                         |                      |              |
| 12    | Michael Greis           | +1:46,5              | 4 (1-0-2-1)  |
| 13    | Andreas Birnbacher      | +1:49,4              | 3 (1-0-1-1)  |
| 14    | Alexander Wolf          | +1:53,2              | 3 (0-0-2-1)  |
|       |                         |                      |              |
| 15    | Christoph Sumann        | +1:59,5              | 2 (1-0-0-1)  |
|       |                         |                      |              |
| 17    | Sven Fischer            | +2:18,7              | 0 (0-0-0-0)  |
|       |                         |                      |              |
| 21    | Friedrich Pinter        | +2:35,1              | 2 (0-0-2-0)  |
|       |                         |                      |              |
| 24    | Matthias Simmen         | +2:51,0              | 6 (1-1-2-2)  |
|       |                         |                      |              |
| 27    | Wilfried Pallhuber      | +3:14,4              | 3 (0-0-1-2)  |
| 28    | René-Laurent Vuillermoz | +3:25,5              | 6 (1-0-3-2)  |
|       |                         |                      |              |
| 35    | Daniel Mesotitsch       | +4:16,5              | 6 (2-1-3-0)  |
|       |                         |                      |              |
| 41    | Ludwig Gredler          | +4:55,7              | 5 (1-2-1-1)  |
|       |                         |                      |              |
| 44    | Christian De Lorenzi    | +5:40,2              | 7 (2-2-3-0)  |
|       |                         |                      |              |
| 52    | Simon Hallenbarter      | +6:41,8              | 5 (1-2-1-1)  |
| DNF   | Markus Windisch         |                      | 00(3-4-x-x)  |
| …     |                         |                      |              |

Datum: 4. Februar 2007
60 Läufer waren durch ihre Ergebnisse aus dem Sprint qualifiziert. Zwei Athleten traten nicht an, weitere zwei Athleten, darunter Markus Windisch, beendeten das Rennen frühzeitig, ein weiterer Starter wurde als überrundeter Athlet aus dem Rennen genommen.

### Einzel 20 km
| Platz | Sportler                | Zeit/Rückstand | Schießfehler |
| ----- | ----------------------- | -------------- | ------------ |
| 01    | Raphaël Poirée          | 056:14,6 min   | 0 (0-0-0-0)  |
| 02    | Michael Greis           | +26,8 s        | 2 (0-1-0-1)  |
| 03    | Michal Šlesingr         | +37,4 s        | 2 (0-2-0-0)  |
| 04    | Frode Andresen          | +39,3 s        | 1 (0-1-0-0)  |
| 05    | Nikolai Kruglow         | +51,1 s        | 0 (0-0-0-0)  |
| 06    | Iwan Tscheresow         | +1:09,6 min    | 1 (0-1-0-0)  |
| 07    | Tim Burke               | +1:27,4 min    | 2 (0-1-0-1)  |
| 08    | Simon Fourcade          | +1:33,5 min    | 1 (0-0-0-1)  |
| 09    | Ricco Groß              | +1:37,8 min    | 0 (0-0-0-0)  |
| 10    | Halvard Hanevold        | +2:01,8 min    | 1 (1-0-0-0)  |
| 11    | Christoph Sumann        | +2:04,9 min    | 1 (0-0-0-1)  |
| 12    | Daniel Mesotitsch       | +2:12,8 min    | 2 (1-0-0-1)  |
| 13    | Alexander Wolf          | +2:13,9 min    | 3 (0-1-0-2)  |
|       |                         |                |              |
| 17    | René-Laurent Vuillermoz | +2:31,2 min    | 3 (0-1-2-0)  |
|       |                         |                |              |
| 19    | Andreas Birnbacher      | +3:06,5 min    | 3 (1-2-0-0)  |
| 20    | Sven Fischer            | +3:20,8 min    | 3 (2-0-0-1)  |
|       |                         |                |              |
| 26    | Christian De Lorenzi    | +4:20,0 min    | 3 (1-0-0-2)  |
|       |                         |                |              |
| 29    | Simon Hallenbarter      | +4:29,8 min    | 3 (2-0-1-0)  |
| 30    | Matthias Simmen         | +4:42,6 min    | 5 (2-0-1-2)  |
|       |                         |                |              |
| 35    | Roland Zwahlen          | +5:41,2 min    | 3 (0-1-1-1)  |
|       |                         |                |              |
| 46    | Wilfried Pallhuber      | +6:31,4 min    | 4 (2-1-1-0)  |
|       |                         |                |              |
| 57    | Markus Windisch         | +7:34,6 min    | 5 (1-2-1-1)  |
| 58    | Claudio Böckli          | +7:35,4 min    | 5 (1-1-1-2)  |
| 59    | Friedrich Pinter        | +7:43,3 min    | 5 (1-2-1-1)  |
|       |                         |                |              |
| 68    | Simon Eder              | +8:38,3 min    | 4 (1-0-1-2)  |
| …     |                         |                |              |

Datum: 6. Februar 2007
114 Athleten waren gemeldet, zwei traten nicht an und ein weiterer kam nicht ins Ziel.

### Massenstart 15 km

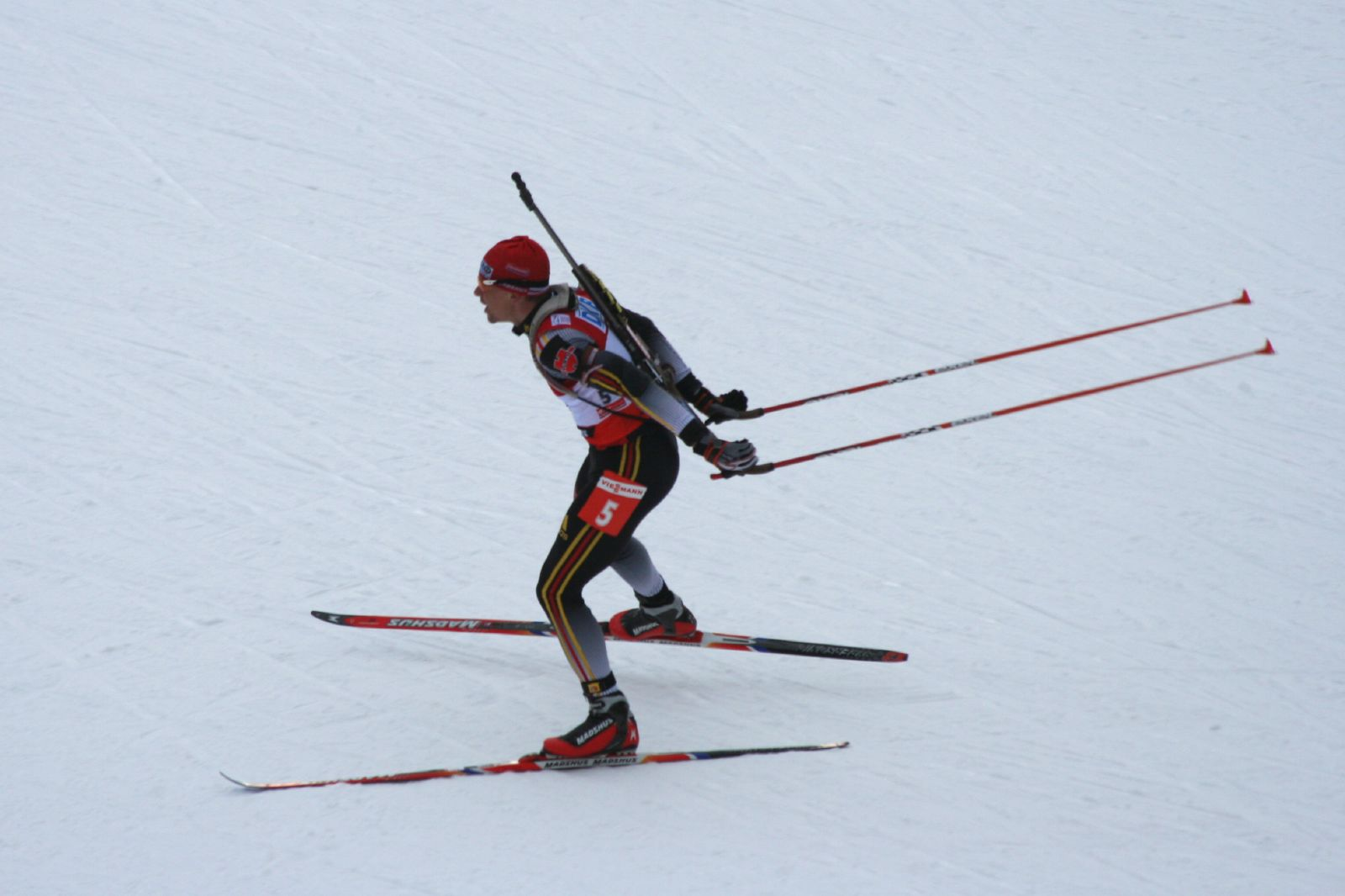
Michael Greis im Massenstart

| Platz | Sportler                | Zeit/Rückstand | Schießfehler |
| ----- | ----------------------- | -------------- | ------------ |
| 01    | Michael Greis           | 037:52,1 min   | 2 (0-0-2-0)  |
| 02    | Andreas Birnbacher      | +15,4 s        | 0 (0-0-0-0)  |
| 03    | Raphaël Poirée          | +28,1 s        | 1 (1-0-0-0)  |
| 04    | Ole Einar Bjørndalen    | +36,3 s        | 4 (0-0-2-2)  |
| 05    | Sven Fischer            | +40,3 s        | 2 (0-0-1-1)  |
| 06    | Frode Andresen          | +41,8 s        | 3 (1-0-1-1)  |
| 07    | Christoph Sumann        | +47,5 s        | 2 (1-0-0-1)  |
| 08    | Simon Fourcade          | +49,7 s        | 1 (0-0-1-0)  |
| 09    | Jay Hakkinen            | +52,9 s        | 2 (1-0-0-1)  |
| 10    | Mattias Nilsson Jr,     | +52,9 s        | 2 (0-0-2-0)  |
|       |                         |                |              |
| 14    | Alexander Wolf          | +1:14,1 min    | 3 (2-0-1-0)  |
|       |                         |                |              |
| 23    | Michael Rösch           | +2:36,6 min    | 6 (1-2-2-1)  |
|       |                         |                |              |
| 27    | Matthias Simmen         | +3:41,0 min    | 8 (2-2-1-3)  |
| 28    | Christian De Lorenzi    | +3:41,2 min    | 6 (2-1-1-2)  |
| 29    | Daniel Mesotitsch       | +3:42,1 min    | 6 (1-2-2-1)  |
| 30    | René-Laurent Vuillermoz | +4:33,2 min    | 4 (2-0-1-1)  |

Datum: 11. Februar 2007

### Staffel 4 × 7,5 km
| Platz | Land/Sportler                                                                                           | Zeit/Rückstand | Schießfehler                             |
| ----- | --- | -------------- | ---------------------------------------- |
| 01    | Russland 0000Iwan Tscheresow 0000Maxim Tschudow 0000Dmitri Jaroschenko 0000Nikolai Kruglow              | 1:14:36,1 h00  | 0-0 0-1 0-0 0-0 0-0 0-1 0-0 0-0          |
| 02    | Norwegen 0000Halvard Hanevold 0000Lars Berger 0000Frode Andresen 0000Ole Einar Bjørndalen               | 0+1:00,5 min   | 0-4 1-7 0-2 0-1 0-2 0-2 0-0 1-3 0-0 0-1  |
| 03    | Deutschland 0000Ricco Groß 0000Michael Rösch 0000Sven Fischer 0000Michael Greis                         | 0+1:32,5 min   | 0-2 2-11 0-0 1-3 0-1 1-3 0-1 0-2 0-0 0-3 |
| 04    | Italien 0000Christian De Lorenzi 0000Wilfried Pallhuber 0000Markus Windisch 0000René-Laurent Vuillermoz | 0+2:05,3 min   | 0-1 0-6 0-0 0-2 0-0 0-1 0-1 0-2 0-0 0-1  |
| 05    | Tschechien 0000Ondřej Moravec 0000Zdeněk Vítek 0000Roman Dostál 0000Michal Šlesingr                     | 0+2:16,7 min   | 1-5 0-3 1-3 0-0 0-1 0-2 0-0 0-0 0-1 0-1  |
| 06    | Österreich 0000Daniel Mesotitsch 0000Friedrich Pinter 0000Simon Eder 0000Christoph Sumann               | 0+2:22:0 min   | 0-1 0-4 0-0 0-2 0-1 0-1 0-0 0-2 0-0 0-0  |
| 07    | Schweden 0000David Ekholm 0000Björn Ferry 0000Mattias Nilsson Jr. 0000Carl Johan Bergman                | 0+2:48,1 min   | 0-5 0-6 0-2 0-2 0-1 0-1 0-1 0-3 0-1 0-0  |
| 08    | Ukraine 0000Oleksij Ajdarow 0000Oleksij Korobejnikow 0000Oleksandr Bilanenko 0000Andrij Derysemlja      | 0+3:08,1 min   | 0-4 1-5 0-1 0-1 0-0 0-1 0-3 0-0 0-0 1-3  |
| 09    | USA 0000Jay Hakkinen 0000Tim Burke 0000Lowell Bailey 0000Jeremy Teela                                   | 0+3:26,9 min   | 0-6 0-9 0-0 0-3 0-1 0-1 0-3 0-3 0-2 0-2  |
| 10    | Frankreich 0000Ferréol Cannard 0000Loïs Habert 0000Simon Fourcade 0000Vincent Defrasne                  | 0+3:41,5 min   | 0-4 2-8 0-0 0-1 0-2 0-1 0-1 1-3          |
|       | |                |                                          |
| 16    | Schweiz 0000Simon Hallenbarter 0000Matthias Simmen 0000Roland Zwahlen 0000Claudio Böckli                | 0+6:00,1 min   | 0-6 4-10 0-3 3-3 0-1 0-3 0-0 0-1 0-2 1-3 |
| …     | |                |                                          |

Datum: 10. Februar 2007

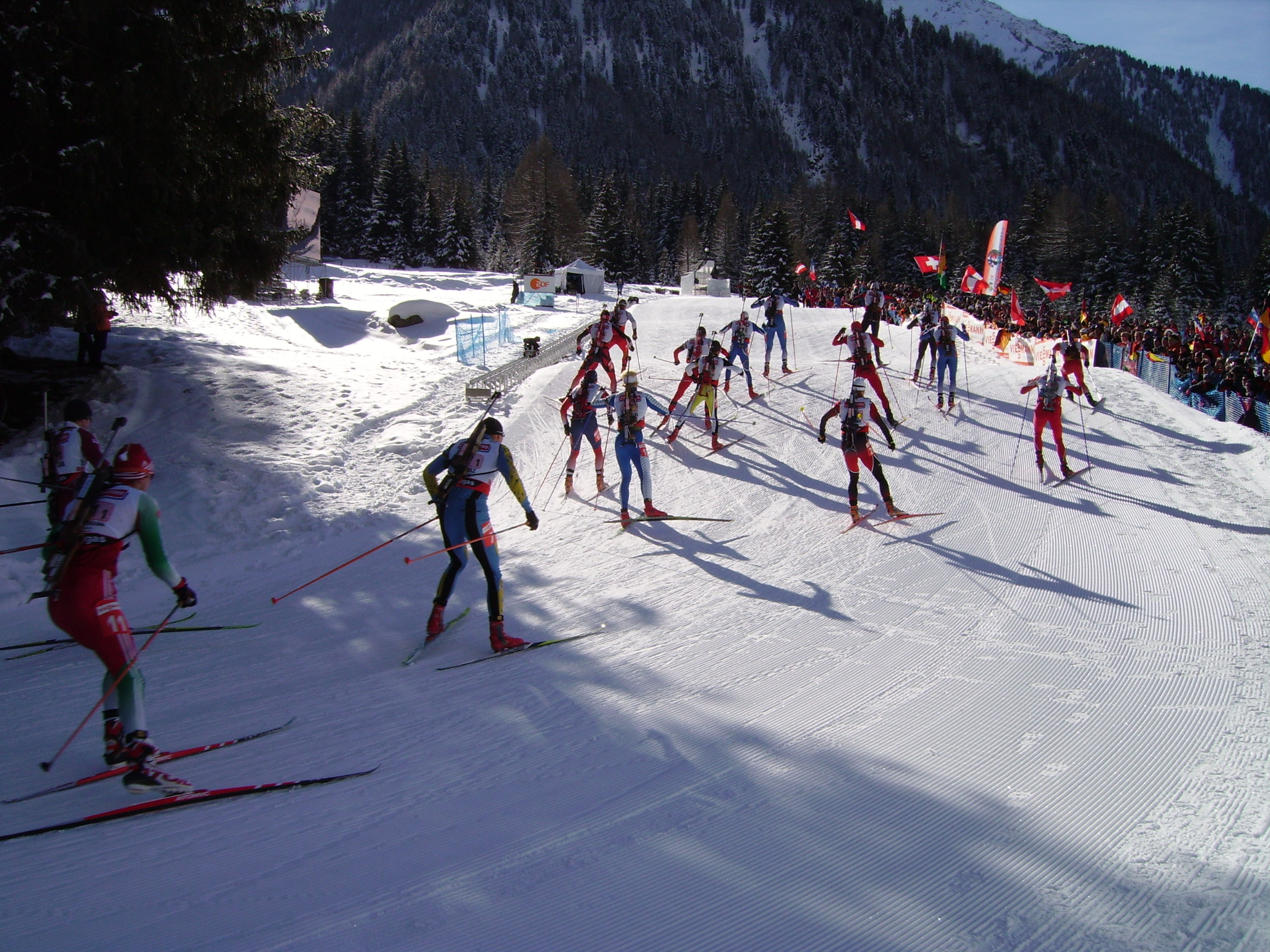
Staffelrennen der Männer

Insgesamt waren Staffeln aus 22 Nationen gemeldet. Finnland hatte seine Teilnahme gemeldet, ging jedoch nicht an den Start.

## Resultate Frauen

### Sprint 7,5 km
| Platz | Sportlerin           | Zeit/Rückstand | Schießfehler |
| ----- | -------------------- | -------------- | ------------ |
| 01    | Magdalena Neuner     | 022:46,9 min   | 2 (1-1)      |
| 02    | Anna Carin Olofsson  | 0+2,3 s        | 2 (1-1)      |
| 03    | Natalja Gusewa       | +19,6 s        | 1 (0-1)      |
| 04    | Helena Jonsson       | +29,6 s        | 0 (0-0)      |
| 05    | Ann Kristin Flatland | +38,7 s        | 0 (0-0)      |
| 06    | Michela Ponza        | +39,2 s        | 0 (0-0)      |
| 07    | Kati Wilhelm         | +45,1 s        | 3 (2-1)      |
| 08    | Tadeja Brankovič     | +46,9 s        | 1 (0-1)      |
| 09    | Sandrine Bailly      | +49,6 s        | 2 (2-0)      |
| 10    | Tora Berger          | +53,4 s        | 2 (1-1)      |
|       |                      |                |              |
| 23    | Andrea Henkel        | +1:24,1 min    | 3 (2-1)      |
|       |                      |                |              |
| 36    | Martina Glagow       | +2:05,4 min    | 3 (2-1)      |
|       |                      |                |              |
| 38    | Katja Haller         | +2:16,3 min    | 3 (2-1)      |
|       |                      |                |              |
| 47    | Karin Oberhofer      | +2:29,9 min    | 1 (1-0)      |
|       |                      |                |              |
| 57    | Nathalie Santer      | +3:06,4 min    | 5 (2-3)      |
|       |                      |                |              |
| 61    | Roberta Fiandino     | +3:25,4 min    | 4 (1-3)      |
|       |                      |                |              |
| 71    | Selina Gasparin      | +3:58,0 min    | 5 (3-2)      |
| …     |                      |                |              |

Datum: 3. Februar 2007
86 Athletinnen waren gemeldet, eine Sportlerin trat nicht an, eine weitere beendete das Rennen nicht.

### Verfolgung 10 km
| Platz | Sportlerin              | Zeit/Rückstand | Schießfehler |
| ----- | ----------------------- | -------------- | ------------ |
| 01    | Magdalena Neuner        | 033:01,6 min   | 4 (1-0-1-2)  |
| 02    | Linda Grubben           | 0+7,1 s        | 1 (0-1-0-0)  |
| 03    | Anna Carin Olofsson     | 0+7,6 s        | 5 (2-0-1-2)  |
| 04    | Natalja Gusewa          | +47,8 s        | 2 (1-1-0-0)  |
| 05    | Tadeja Brankovič        | +1:03,3 min    | 2 (1-0-1-0)  |
| 06    | Florence Baverel-Robert | +1:22,5 min    | 2 (0-0-1-1)  |
| 07    | Teja Gregorin           | +1:24,8 min    | 2 (0-0-1-1)  |
| 08    | Michela Ponza           | +1:30,2 min    | 1 (0-0-1-0)  |
| 09    | Kati Wilhelm            | +1:34,7 min    | 5 (1-2-1-1)  |
| 10    | Andrea Henkel           | +1:46,9 min    | 4 (2-1-1-0)  |
| 11    | Martina Glagow          | +1:59,0 min    | 2 (0-1-0-1)  |
|       |                         |                |              |
| 40    | Katja Haller            | +4:45,9 min    | 4 (3-0-0-1)  |
|       |                         |                |              |
| 46    | Karin Oberhofer         | +5:58,9 min    | 2 (1-0-0-1)  |
|       |                         |                |              |
| 50    | Nathalie Santer         | +6:28,8 min    | 7 (3-0-3-1)  |
| …     |                         |                |              |

Datum: 4. Februar 2007
60 Biathletinnen waren durch ihre Ergebnisse im Sprint qualifiziert. Drei traten nicht an, weitere drei wurden als überrundete Athletinnen aus dem Rennen genommen.

### Einzel 15 km
| Platz | Sportlerin              | Zeit/Rückstand [min] | Schießfehler |
| ----- | ----------------------- | -------------------- | ------------ |
| 01    | Linda Grubben           | 0046:24,3            | 00 (0-0-0-0) |
| 02    | Florence Baverel-Robert | 0+1:06,5             | 00 (0-0-0-0) |
| 03    | Martina Glagow          | 0+1:35,6             | 01 (1-0-0-0) |
| 04    | Tora Berger             | 0+1:44,9             | 01 (0-0-1-0) |
| 05    | Anna Carin Olofsson     | 0+1:59,4             | 04 (0-2-0-2) |
| 06    | Andrea Henkel           | 0+2:11,2             | 03 (1-1-0-1) |
| 07    | Jekaterina Jurjewa      | 0+2:25,3             | 01 (0-1-0-0) |
| 08    | Kaisa Mäkäräinen        | 0+2:38,4             | 02 (0-1-0-1) |
| 09    | Sandrine Bailly         | 0+3:15,0             | 01 (0-0-0-1) |
| 10    | Oksana Chwostenko       | 0+3:17,5             | 02 (1-0-1-0) |
|       |                         |                      |              |
| 12    | Katja Haller            | 0+3:28,1             | 02 (1-0-0-0) |
|       |                         |                      |              |
| 24    | Michela Ponza           | 0+4:13,1             | 03 (1-0-2-0) |
|       |                         |                      |              |
| 31    | Kathrin Hitzer          | 0+4:46,5             | 05 (2-2-1-0) |
|       |                         |                      |              |
| 44    | Selina Gasparin         | 0+6:22,6             | 03 (1-0-1-1) |
|       |                         |                      |              |
| 56    | Roberta Fiandino        | 0+8:05,1             | 05 (1-0-2-2) |
|       |                         |                      |              |
| 75    | Karin Oberhofer         | +10:09,5             | 05 (2-0-2-1) |
|       |                         |                      |              |
| 81    | Nathalie Santer         | +11:44,4             | 10 (2-3-3-2) |
| DNF   | Kati Wilhelm            |                      | 00(0-1-x-x)  |
| …     |                         |                      |              |

Datum: 7. Februar 2007
93 Athletinnen waren gemeldet, drei, darunter Saskia Santer, starteten nicht, Kati Wilhelm stieg wegen Magenproblemen aus dem Rennen aus.

### Massenstart 12,5 km
| Platz | Sportlerin              | Zeit/Rückstand | Schießfehler |
| ----- | ----------------------- | -------------- | ------------ |
| 01    | Andrea Henkel           | 037:13,1 min   | 2 (1-0-1-0)  |
| 02    | Martina Glagow          | 0+4,6 s        | 1 (1-0-0-0)  |
| 03    | Kati Wilhelm            | +10,6 s        | 2 (0-1-1-0)  |
| 04    | Natalja Gusewa          | +20,8 s        | 1 (0-1-0-0)  |
| 05    | Jekaterina Jurjewa      | +28,2 s        | 0 (0-0-0-0)  |
| 06    | Linda Grubben           | +28,7 s        | 2 (0-0-2-0)  |
| 07    | Kaisa Mäkäräinen        | +44,5 s        | 1 (0-1-0-0)  |
| 08    | Helena Jonsson          | +1:00,7 min    | 1 (0-0-0-1)  |
| 09    | Tadeja Brankovič        | +1:02,5 min    | 2 (1-1-0-0)  |
| 10    | Florence Baverel-Robert | +1:04,9 min    | 2 (0-0-1-1)  |
|       |                         |                |              |
| 14    | Magdalena Neuner        | +1:39,4 min    | 7 (1-1-2-3)  |
|       |                         |                |              |
| 21    | Michela Ponza           | +3:12,6 min    | 4 (1-2-0-1)  |
|       |                         |                |              |
| 26    | Katja Haller            | +4:15,3 min    | 5 (2-3-0-0)  |
| …     |                         |                |              |

Datum: 10. Februar 2007

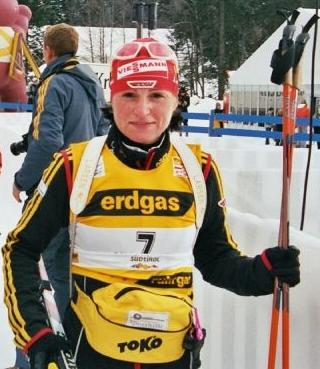
Andrea Henkel nach dem Massenstart

Zum ersten Mal belegten deutsche Teilnehmerinnen in einem WM-Rennen die ersten drei Plätze. Von den 30 gestarteten Athletinnen beendeten zwei Weißrussinnen das Rennen nicht.

### Staffel 4 × 6 km
| Platz | Land/Sportlerinnen                                                                                 | Zeit/Rückstand | Schießfehler                            |
| ----- | -------------------------------------------------------------------------------------------------- | -------------- | --------------------------------------- |
| 01    | Deutschland 0000Martina Glagow 0000Andrea Henkel 0000Magdalena Neuner 0000Kati Wilhelm             | 1:14:19,1 h00  | 0+2 0+5 0+0 0+1 0+2 0+1 0+0 0+3 0+0 0+0 |
| 02    | Frankreich 0000Florence Baverel-Robert 0000Delphyne Peretto 0000Sylvie Becaert 0000Sandrine Bailly | 0+1:07,8 min   | 0+2 1+5 0+1 0+2 0+1 1+3 0+0 0+0         |
| 03    | Norwegen 0000Tora Berger 0000Ann Kristin Flatland 0000Jori Mørkve 0000Linda Grubben                | 0+1:29,7 min   | 0+0 1+6 0+0 1+3 0+0 0+2 0+0 0+0 0+0 0+1 |
| 04    | Slowenien 0000Teja Gregorin 0000Dijana Grudiček 0000Andreja Mali 0000Tadeja Brankovič              | 0+1:52,7 min   | 0+3 0+4 0+1 0+0 0+1 0+2 0+1 0+1 0+0 0+1 |
| 05    | Belarus 0000Olga Kudraschowa 0000Darja Domratschawa 0000Ljudmila Ananka 0000Natalja Sokolowa       | 0+1:58,1 min   | 1+5 0+5 1+3 0+2 0+1 0+1 0+0 0+2 0+1 0+0 |
| 06    | Volksrepublik China 0000Kong Yingchao 0000Dong Xue 0000Yin Qiao 0000Liu Xianying                   | 0+2:01,0 min   | 0+2 0+7 0+0 0+0 0+0 0+3 0+0 0+2 0+2 0+2 |
| 07    | Russland 0000Anna Bogali-Titowez 0000Jekaterina Jurjewa 0000Olga Anissimowa 0000Natalja Gusewa     | 0+2:09,9 min   | 0+2 2+8 0+0 0+3 0+0 0+0 0+1 2+3 0+1 0+2 |
| 08    | Italien 0000Michela Ponza 0000Katja Haller 0000Roberta Fiandino 0000Karin Oberhofer                | 0+3:27,4 min   | 0+1 0+3 0+0 0+0 0+1 0+0 0+0 0+2 0+0 0+1 |
| 09    | Ukraine 0000Walentyna Semerenko 0000Wita Semerenko 0000Oksana Jakowljewa 0000Oksana Chwostenko     | 0+3:52,3 min   | 0+3 1+6 0+1 1+3 0+1 0+1 0+1 0+2 0+0 0+0 |
| 10    | Polen 0000Krystyna Pałka 0000Paulina Bobak 0000Magdalena Gwizdoń 0000Katarzyna Ponikwia            | 0+4:30,2 min   | 0+4 1+5 0+0 0+0 0+1 1+3 0+2 0+1 0+1 0+1 |

Datum: 11. Februar 2007
Insgesamt waren Staffeln aus 17 Nationen gemeldet, die Staffel der USA ging jedoch nicht an den Start. Österreich und die Schweiz konnten mangels Athletinnen zu diesem Wettkampf keine Staffeln stellen.

## Mixed

### Staffel 2 × 6 km + 2 × 7,5 km
| Platz | Land/Sportlerinnen-Sportler                                                                        | Zeit/Rückstand | Schießfehler                            |
| ----- | -------------------------------------------------------------------------------------------------- | -------------- | --------------------------------------- |
| 01    | Schweden 0000Helena Jonsson 0000Anna Carin Olofsson 0000Björn Ferry 0000Carl Johan Bergman         | 1:20:04,7 h00  | 0+6 0+7 0+1 0+1 0+1 0+2 0+2 0+3 0+2 0+1 |
| 02    | Frankreich 0000Florence Baverel-Robert 0000Sandrine Bailly 0000Vincent Defrasne 0000Raphaël Poirée | 0+27,6 s       | 0+1 0+1 0+0 0+0 0+1 0+1 0+0 0+0         |
| 03    | Norwegen 0000Tora Berger 0000Jori Mørkve 0000Emil Hegle Svendsen 0000Frode Andresen                | 0+36,4 s       | 0+5 0+6 0+1 0+1 0+0 0+1 0+1 0+1 0+3 0+3 |
| 04    | Slowenien 0000Teja Gregorin 0000Tadeja Brankovič 0000Klemen Bauer 0000Janez Marič                  | 0+1:11,1 min   | 0+3 2+9 0+0 0+2 0+0 0+1 0+2 1+3 0+0 1+3 |
| 05    | Deutschland 0000Kathrin Hitzer 0000Simone Denkinger 0000Michael Greis 0000Alexander Wolf           | 0+1:24,2 min   | 3+9 0+3 0+3 0+1 2+3 0+1 0+0 0+0 1+3 0+1 |
| 06    | Italien 0000Michela Ponza 0000Katja Haller 0000Wilfried Pallhuber 0000René-Laurent Vuillermoz      | 0+1:25,3 min   | 0+6 0+5 0+1 0+1 0+1 0+2 0+3 0+1         |
| 07    | Volksrepublik China 0000Kong Yingchao 0000Dong Xue 0000Zhang Chengye 0000Zhang Qing                | 0+1:39,3 min   | 0+2 1+5 0+0 0+0 0+0 0+3 0+0 1+3 0+1 0+1 |
| 08    | Tschechien 0000Zdeňka Vejnarová 0000Magda Rezlerová 0000Ondřej Moravec 0000Zdeněk Vítek            | 0+1:48,5 min   | 0+4 0+6 0+0 0+2 0+1 0+2 0+2 0+0 0+1 0+2 |
| 09    | Russland 0000Irina Malgina 0000Natalja Gusewa 0000Maxim Tschudow 0000Dmitri Jaroschenko            | 0+2:18,0 min   | 0+6 0+5 0+3 0+2 0+1 0+0 0+0 0+3 0+2 0+0 |
| 10    | Ukraine 0000Oksana Chwostenko 0000Olena Petrowa 0000Oleksij Korobejnikow 0000Andrij Derysemlja     | 0+2:27,8 min   | 0+5 0+5 0+2 0+1 0+2 0+2 0+0 0+2 0+1 0+0 |
|       | |                |                                         |
| 21    | Italien / Belgien 0000Nathalie Santer 0000Saskia Santer 0000Pascal Langer 0000Thorsten Langer      | +14:12,5 min   | 0+5 2+8 0+0 2+3 0+0 0+0 0+3 0+2 0+0 0+3 |

Datum: 8. Februar 2007
Insgesamt waren Staffeln aus 22 Nationen gemeldet, die USA zog ihre Staffel jedoch wegen gesundheitlicher Probleme mehrerer Athleten kurz vor dem Start zurück. Österreich und die Schweiz waren nicht vertreten.

### Medaillenspiegel
| Platz | Nation      | Gold | Silber | Bronze | Gesamt |
| ----- | ----------- | ---- | ------ | ------ | ------ |
| 1     | Deutschland | 5    | 3      | 3      | 11     |
| 2     | Norwegen    | 3    | 2      | 2      | 7      |
| 3     | Frankreich  | 1    | 3      | 2      | 6      |
| 4     | Schweden    | 1    | 1      | 1      | 3      |
| 4     | Russland    | 1    | 1      | 1      | 3      |
| 6     | Tschechien  | –    | 1      | 1      | 2      |
| 7     | Ukraine     | –    | –      | 1      | 1      |

| Platz | Land        | Athlet               | Gold | Silber | Bronze | Gesamt |
| ----- | ----------- | -------------------- | ---- | ------ | ------ | ------ |
| 01    | Norwegen    | Ole Einar Bjørndalen | 2    | 1      | 0      | 3      |
| 02    | Deutschland | Michael Greis        | 1    | 1      | 1      | 3      |
| 03    | Russland    | Maxim Tschudow       | 1    | 1      | 0      | 2      |
| 04    | Russland    | Iwan Tscheresow      | 1    | 0      | 0      | 1      |
| 04    | Russland    | Dmitri Jaroschenko   | 1    | 0      | 0      | 1      |
| 04    | Russland    | Nikolai Kruglow      | 1    | 0      | 0      | 1      |
| 04    | Schweden    | Björn Ferry          | 1    | 0      | 0      | 1      |
| 04    | Schweden    | Carl Johan Bergman   | 1    | 0      | 0      | 1      |
| 09    | Tschechien  | Michal Šlesingr      | 0    | 1      | 1      | 2      |
| 09    | Frankreich  | Vincent Defrasne     | 0    | 1      | 1      | 2      |
| 09    | Frankreich  | Raphaël Poirée       | 0    | 1      | 1      | 2      |
| 09    | Norwegen    | Frode Andresen       | 0    | 1      | 1      | 2      |
| 13    | Deutschland | Andreas Birnbacher   | 0    | 1      | 0      | 1      |
| 13    | Norwegen    | Halvard Hanevold     | 0    | 1      | 0      | 1      |
| 13    | Norwegen    | Lars Berger          | 0    | 1      | 0      | 1      |
| 16    | Ukraine     | Andrij Derysemlja    | 0    | 0      | 1      | 1      |
| 16    | Deutschland | Ricco Groß           | 0    | 0      | 1      | 1      |
| 16    | Deutschland | Michael Rösch        | 0    | 0      | 1      | 1      |
| 16    | Deutschland | Sven Fischer         | 0    | 0      | 1      | 1      |
| 16    | Norwegen    | Emil Hegle Svendsen  | 0    | 0      | 1      | 1      |

| Platz | Land        | Athletin                | Gold | Silber | Bronze | Gesamt |
| ----- | ----------- | ----------------------- | ---- | ------ | ------ | ------ |
| 01    | Deutschland | Magdalena Neuner        | 3    | 0      | 0      | 3      |
| 02    | Deutschland | Andrea Henkel           | 2    | 0      | 0      | 2      |
| 03    | Norwegen    | Linda Grubben           | 1    | 1      | 1      | 3      |
| 03    | Deutschland | Martina Glagow          | 1    | 1      | 1      | 3      |
| 03    | Schweden    | Anna Carin Olofsson     | 1    | 1      | 1      | 3      |
| 06    | Deutschland | Kati Wilhelm            | 1    | 0      | 1      | 2      |
| 07    | Schweden    | Helena Jonsson          | 1    | 0      | 0      | 1      |
| 08    | Frankreich  | Florence Baverel-Robert | 0    | 3      | 0      | 3      |
| 09    | Frankreich  | Sandrine Bailly         | 0    | 2      | 0      | 2      |
| 10    | Frankreich  | Delphyne Peretto        | 0    | 1      | 0      | 1      |
| 10    | Frankreich  | Sylvie Becaert          | 0    | 1      | 0      | 1      |
| 12    | Norwegen    | Tora Berger             | 0    | 0      | 2      | 2      |
| 12    | Norwegen    | Jori Mørkve             | 0    | 0      | 2      | 2      |
| 14    | Russland    | Natalja Gusewa          | 0    | 0      | 1      | 1      |
| 14    | Norwegen    | Ann Kristin Flatland    | 0    | 0      | 1      | 1      |